# 暫時停止呼吸2
是一部2021年美國恐怖驚悚片，由羅多·薩亞格斯執導，費德·阿瓦雷茲和薩亞格斯共同編劇。該片為2016年電影《暫時停止呼吸》的續集，由史帝芬·朗主演。續集故事設定在家庭入侵之後的幾年後，諾曼·諾斯托姆（Norman Nordstrom，朗飾演）繼續過著平靜的生活，直到過去的罪孽找上自己。
《暫時停止呼吸2》由索尼影業發行定於2021年8月13日美國上映。

## 演員
- 史帝芬·朗飾演諾曼·諾斯托姆／盲人（Norman Nordstrom / "The Blind Man"）
- 瑪德琳·格蕾絲（Madelyn Grace）飾演費妮克斯（Phoenix）
- 布倫丹·塞克斯頓三世飾演雷藍（Raylan）
- 亞當·楊（Adam Young）飾演吉姆·巴布（Jim Bob）
- 鮑比·斯科菲爾德（Bobby Schofield）飾演傑瑞德（Jared）
- 羅奇·威廉斯（Rocci Williams）飾演杜克（Duke）
- 史特凡·羅德里（英语：Steffan Rhodri）飾演外科醫生（The Surgeon）[3]

## 製作
2016年11月，費德·阿瓦雷茲宣佈正在製作2016年電影《暫時停止呼吸》的續集，自己將回歸執導電影。製片人山姆·雷米表示「這只是我聽過最棒的續集想法，我不是在開玩笑」。2018年11月，阿瓦雷茲說「這現在還只是一個想法。沒有任何正式宣布的消息。我們有一個《暫時停止呼吸2》的劇本，這是唯一的分別。我們沒有《屍變2》的劇本，但我們確實有由我們撰寫的《暫時停止呼吸2》的腳本」。2020年1月，《暫時停止呼吸》的共同編劇羅多·薩亞格斯替代阿瓦雷茲成為續集的導演，這將是他的導演處女作。2021年3月，史帝芬·朗在一次採訪中透露，為了能準確地描繪出受失明折磨的人的舉止，他與阿伯尼的東北盲人協會進行合作。

### 拍攝
主體拍攝原定於2020年4月開始進行，但因2019冠狀病毒病疫情而被推遲進行。2020年7月，史帝芬·朗抵達塞爾維亞後隔離了十天。拍攝於2020年8月中正式開始進行，為期12週。拍攝地點包括塞爾維亞附近的地區以及貝爾格勒。郎透露拍攝於2020年10月8日殺青。

## 發行
《暫時停止呼吸2》由索尼影業發行定於2021年8月13日美國院線上映。

## 外部連結
- 互联网电影数据库（IMDb）上《暫時停止呼吸2》的资料（英文）